# Glossostigma
Glossostigma é um género botânico pertencente à família Phrymaceae.

## Espécies
| - Glossostigma cleistanthum - Glossostigma diandrum - Glossostigma drummondi - Glossostigma drummondii | - Glossostigma elatinoides - Glossostigma spathulatum - Glossostigma submersum - Glossostigma trichodes |